# Saint-Rémy (Côte-d’Or)
Saint-Rémy ist eine französische Gemeinde mit 678 Einwohnern (Stand 1. Januar 2022) im Département Côte-d’Or in der Region Bourgogne-Franche-Comté. Sie gehört zum Kanton Montbard und zum gleichnamigen Arrondissement Montbard. 
Sie grenzt im Nordwesten an Rougemont (Berührungspunkt), im Norden an Arrans, im Osten und im Südosten an Montbard, im Süden an Quincerot, im Südwesten an Quincy-le-Vicomte und im Westen an Buffon. 

## Weblinks

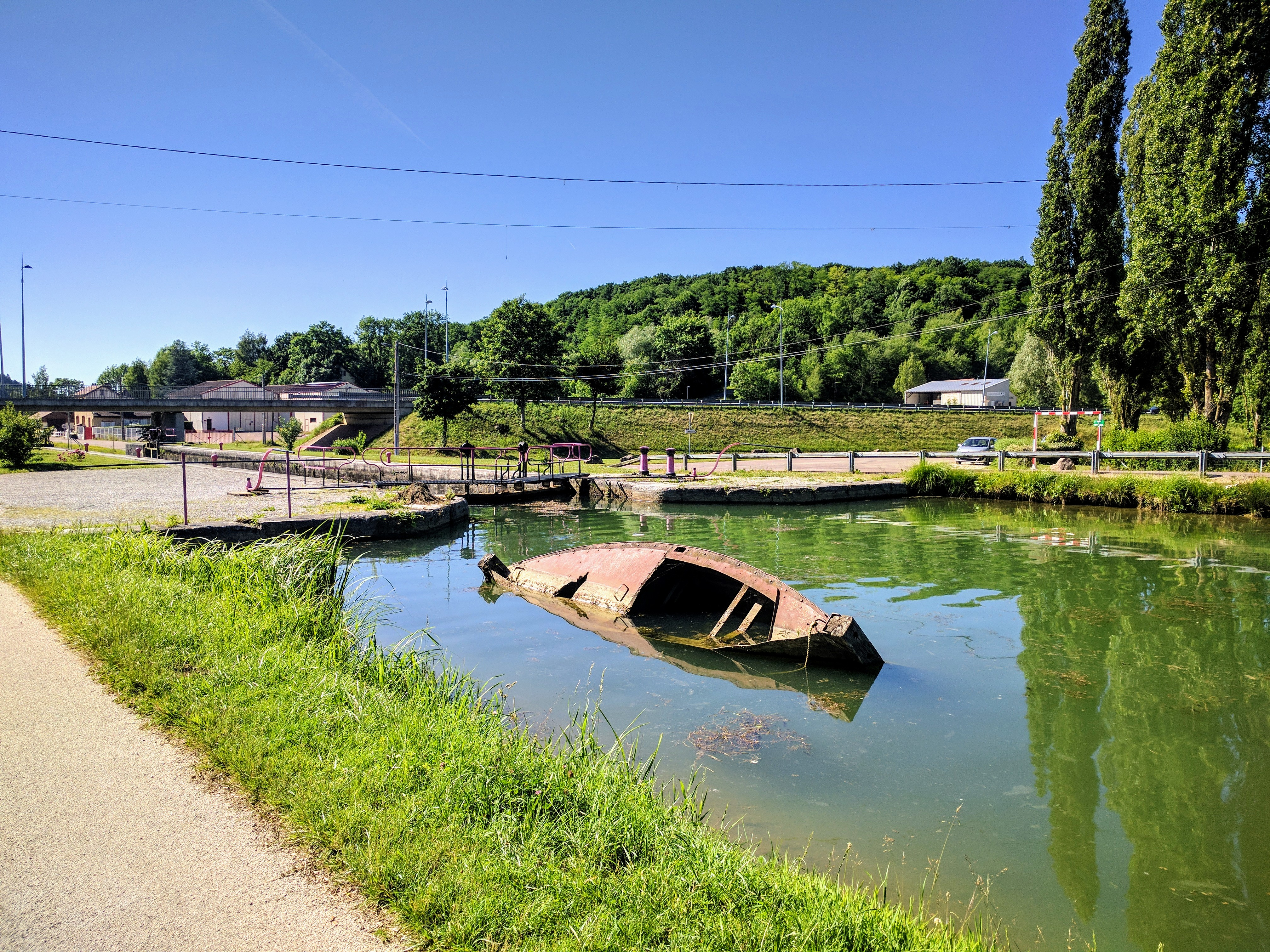
Der Canal de Bourgogne bei Saint-Rémy

## Bevölkerungsentwicklung
| Jahr                       | 1962 | 1968 | 1975 | 1982 | 1990 | 1999 | 2008 | 2015 |
| -------------------------- | ---- | ---- | ---- | ---- | ---- | ---- | ---- | ---- |
| Einwohner                  | 713  | 841  | 766  | 883  | 884  | 814  | 810  | 713  |
| Quellen: Cassini und INSEE |      |      |      |      |      |      |      |      |